# Backlash (2023)
Backlash (2023) — восемнадцатое по счёту шоу Backlash, премиальное живое шоу производства американского рестлинг-промоушна WWE. Шоу прошло 6 мая 2023 года на арене «Колизео де Пуэрто-Рико Хосе Мигель Агрелот» в Сан-Хуане, Пуэрто-Рико. Шоу транслировалось по системе Pay-Per-View (PPV) по всему миру и доступно для трансляции через Peacock в США и WWE Network на международном рынке.
На шоу выступил уроженец Пуэрто-Рико и обладатель премии «Грэмми» рэпер Бэд Банни. Изначально он был заявлен как ведущий Backlash, но позже было объявлено, что Бэд Банни будет участвовать в сан-хуанской уличной драке против Дамиана Приста, также пуэрториканского происхождения, и в этом матче Банни одержал победу. В матче также приняли участие пуэрториканские рестлеры Карлито, который впервые появился в WWE после эпизода Raw от 1 февраля 2021 года, и Савио Вега, который впервые появился в WWE после Survivor Series 2020 года. И этот матч, и финальный матч шоу рекламировались как двойное главное событие.
В другом главном событии мероприятия, которое стало финальным матчем шоу, Коди Роудс победил Брока Леснара.

## Организация шоу
Шоу с названием Backlash проводилось в WWE/WWF по системе PPV с 1999 года. Оно стало первым ежемесячным Pay-per-view, которое было организовано после закрытия линейки шоу «In Your House». Изначальной Backlash проводился в конце апреля или в мае, и концепцией шоу было проведение матчей, которые проистекали из событий WrestleMania. В 2002 году это было первое PPV после самого первого разделения брендов. Дважды это было эксклюзивным PPV SmackDown, затем дважды эксклюзивным PPV Raw. В 2010 году шоу переименовали в «Extreme Rules» и вплоть до 2015 года шоу с таким названием не проводилось. В 2016 году Backlash провели в сентябре, это было первое PPV поле SummerSlam. В 2017 и 2018 годах шоу снова проводили в мае, но между Backlash и WrestleMania организовывали ещё одно шоу. В 2019 году шоу не проводили, в 2020 году его провели в июне. С 2021 года вернулась традиция проведения шоу Backlash сразу после WrestleMania. Название шоу было немного видоизменено — на WrestleMania Backlash, В 2023 году вернулось оригинальное название шоу — «Backlash».

### Показ шоу
Как и все остальные премиум-шоу WWE WrestleMania 39 будет приоритетно показана на сервисе WWE Network, а также на других площадках, которые купили права на трансляцию эфиров этого сервиса в отдельных странах. В США шоу будет доступно на сервисе Peacock, который приобрёл эти права в 2021 году. Также, например, WrestleMania в странах Африки (за исключением северной) будет показана на Showmax, в Северной Африке и на Ближнем востоке — на MBC Group, на Филиппинах и в Индонезии — на Disney+, в Австралии — на Binge. Все это расширяет аудиторию показа, поскольку данные сервисы берут существенно меньшую абонентскую плату, чем напрямую WWE Network. В России легальный просмотр WrestleMania будет невозможен из-за того, что в 2021 году WWE Network был заблокирован на территории этой страны.
8 марта было объявлено, что шоу «Backlash» в 2023 году состоится 6 мая в городе Сан-Хуане (Пуэрто-Рико).
Шоу станет первым событием WWE, проведенным в Пуэрто-Рико после New Year’s Revolution в январе 2005 года, и лишь вторым в целом. После того, как два предыдущих года мероприятие называлось WrestleMania Backlash, шоу 2023 года вернулось к своему первоначальному названию, сохранив при этом свою концепцию: шоу 2023 года будет основано на последствиях после WrestleMania 39. Ведущим мероприятия станет пуэрториканский рэпер Бэд Банни.
16 марта объявили, что накануне Backlash в Пуэрто-Рико также состоятся записи шоу SmackDown. Ожидается, что это станет первым телевизионным шоу в истории WWE, организованным в Пуэрто-Рико.
15 апреля был назначен очередной драфт WWE, который должен был состояться за неделю до «Backlash» — на SmackDown 28 апреля и Raw 1 мая.

### Продажа WWE
«Backlash» станет первым премиум-шоу WWE, которое проведут после того, как промоушн был продан Винсом Макмэном компании Endeavor. Ожидается, что WWE будет объединен с UFC в одну компанию открытого типа $TKO, при этом на организации шоу WWE продажа никак не должна была сказаться.

## Сюжеты и назначение матчей
3 апреля на первом Raw после WrestleMania Коди Роудс решил продолжить выяснять отношения с Романом Рейнсом, которому уступил днём ранее в мэйн-ивенте главного шоу WWE в году. Пол Хейман заявил, что Роудс может получить право на ещё один титульный матч, лишь если победит в командном матче, в котором его противниками станут Роман Рейнс и Соло Сикоа, а напарником Роудса должен стать участник прошедшей WrestelMania. Но в случае поражения и Коди, и его напарник теряли шансы на Чемпионский матч, пока титулом владел Рейнс. В качестве напарника Роудса решил выступить Брок Леснар, однако матч не состоялся, поскольку Леснар напал на Роудса. Неделей позже на Raw 10 марта Роудс высказал свои претензии Леснару и предложил матч на «Backlash», добавив, что впервые Брок станет не охотником в своём матче, а жертвой. 17 апреля на Raw Леснар принял вызов, согласившись на матч.
В мэйн-ивенте субботней части WrestleMania 39 Кевин Оуэнс и Сами Зэйн победили братьев Усо, выиграв у них Командное чемпионство WWE. 3 мая на Raw впервые за несколько месяцев появился Мэтт Риддл, отсутствовавший несколько месяцев. Он годом ранее был выведен из сюжетов после нападения со стороны «Кровной связи». 7 апреля на SmackDown состоялся матч Сами Зэйна и Джея Усо, в котором Зэйн поначалу хотел мирно поговорить с Джеем. Матч завершился вмешательством Соло Сикоа, который пробил «Самоанский шип», а Усо затем добил и удержал Зэйна. После матча Усо и Сикоа напали на Зэйна и Оуэнса, но на помощь выбежал Мэтт Риддл. На Raw 10 апреля Сикоа победил Оуэнса после вмешательства Усо, а от послематчевого избиения Кевина снова спас Риддл. 14 апреля на SmackDown после очередной перебранки был назначен матч Сикоа и Риддла, который завершился победой самоанца после множественных попыток Усо вмешаться. После матча состоялась очередная потасовка при участии всей шестёрки рестлеров. 17 апреля на Raw был назначен матч трио между Сикоа и Усо против Риддла, Зэйна и Оуэнса. В качестве разминки Сикоа и Усо провели матч против группировки «Судный день», победив их. После матча по традиции состоялась большая потасовка, в которой также приняли участие рестлеры LWO. На SmackDown 21 апреля Сикоа победил Риддла в матче 1х1 после вмешательства Усо.
21 апреля на SmackDown Зелина Вега потребовала от генерального менеджера WWE Адама Пирса назначить ей матч против Реи Рипли за Женское чемпионство синего бренда из опасений, что после Драфта титульный матч в своём родном Пуэрто-Рико она может больше никогда не получить. Адам Пирс удовлетворил её просьбу и матч был назначен.
21 апреля на SmackDown был назначен матч Сета Роллинса и Омоса. 24 апреля на Raw рестлеры встретились на ринге, и МВП пригрозил Роллинсу завершить его карьеру. Роллинс признал, что Омос — самый большой рестлер из тех, с кем он встречался, но он — особенный рестлер, и на Backlash он втопчет его голову в ринг.
Летом 2022 года на шоу Money in the bank Остин Тиори и Бобби Лэшли провели матч за Чемпионство США, и Лэшли выиграл у Тиори титул, а затем на Summerslam защитил Чемпионство. Тиори смог вернуть себе титул на Survivor Series, одолев Лэшли в трехстороннем матче при участии Сета Роллинса. На юбилейном Raw 23 января 2023 года Тиори успешно защитил Чемпионство от Лэшли. 31 марта накануне WrestleMania 39 Бобби Лэшли выиграл Батл-роял памяти Гиганта Андре, последним элиминировав из матча Бронсона Рида. 3 апреля на Raw Рид за кулисами сообщил Лэшли, что тот преподал ему урок, объяснив ему, что такое «проигрывать», но рано или поздно он превзойдёт учителя. 10 апреля на Raw Рид и Лэшли завершили свой матч обоюдным отсчетом, не успев вернуться на ринг. 17 апреля на Raw у Лэшли и Тиори был ещё один матч, и он был завершен без результата после того, как Рид напал на Лэшли и избил его. 21 апреля на SmackDown был назначен трёхсторонний матч для этих рестлеров. 24 апреля на Raw Тиори заявил, что он — легендарный чемпион США, он победил Джона Сину на WrestleMania. Вышедший к нему Лэшли обещал его победить, а затем на ринг вышел Рид, который сначала при помощи Тиори побил Лэшли, а затем атаковал и Тиори.
10 апреля на Raw был назначен матч за претендентство на Женское чемпионство Raw. Изначально об этом матче для себя договорилась Бэйли, однако после возмущения её напарниц по группировке «Контроль урона», она уступила место в этом матче Ийо Скай. Японка позже одержала победу, став претенденткой на Женский титул Raw. 17 апреля на Raw Бьянка победила в матче 1х1 третью участницу «Контроля» Дакоту Скай. 24 апреля на Raw Бэйли предложила Бьянке матч 3х3 с любыми напарницами. Та выбрала командных чемпионок Ракель Родригес и Лив Морган, после чего одержала победу в матче трио.
После того, как рэпер Бэд Банни на WrestleMania 39 помешал Дамиану Присту передать Доминику Мистерио цепь, чтобы тот в матче атаковал этим предметом Рея Мистерио, у Приста и Банни завязался конфликт. Через два дня на RAW Мистерио и Прист напали на Бэд Банни, вытащив его из зала к рингу. Прист провёл ему чоукслэм на стол комментаторов. Через пару недель на RAW 24 апреля Банни вернулся, напал на Приста с палкой кендо, объявив, что он будет ведущим шоу Backlash, но ему этого мало. Он объявил о том, что на этом шоу пройдет их матч, причем это будет пуэрториканская уличная драка. Накануне шоу на Smackdown Банни помог LWO спасти Рея Мистерио от нападения со стороны Судного дня, и в итоге формально рэпер присоединился к группировке.

## Ход шоу
В первом матче шоу Бьянка Билэйр победила Ийо Скай в продолжительном матче. Скай по ходу матча регулярно атаковала левую руку Бьянки, которая несмотря на это всё равно смогла провести свои коронные приёмы и победить. Любопытно, что пуэрториканские зрители активно поддерживали Скай, а Бьянку жёстко освистывали.
Во втором матче шоу Сет Роллинс победил Омоса. Нигерийский гигант смог вырваться из удержания после двух «кёрбстомпов» подряд, однако затем Роллинс провёл свой финишёр из прыжка с третьего каната, и смог совершить удачное удержание.
В третьем матче Остин Тиори успешно защитил Чемпионство США от Бобби Лэшли и Бронсона Рида. Тиори и Рид временно объединились в матче против Лэшли, но тот смог справиться с обоими и провёл «Гарпун» Риду. Тиори после этого вышвырнул Лэшли с ринга и совершил удачное удержание, сохранив титул.
В четвертом матче Рея Рипли защитила Женское чемпионство Smackdown от Зелины Веги. Вега вышла в костюме цветов пуэрториканского флага (очень при этом напоминавших и американские цвета). Зрители устроили Веге овацию еще до начала шоу. Вега в матче использовала приёмы и жесты легендарных латиноамериканских рестлеров (619 Рея Мистерио, жест плечами Эдди Герреро), но этого было недостаточно, Рипли победила после броска «Риптайд».
Пятым матчем стала «Сан-Хуанская уличная драка», которую заявляли как один из мэйн-ивентов шоу, и в которой Бэд Банни победил Дамиана Приста. Матч был жёстким, в нем было использовано много посторонних предметов, что не запрещалось правилами. Банни проводил много ударов, в частности по ногам Приста. Тот отвечал редкими, но более мощными атаками. В решающий момент Присту на помощь выбежали друзья по группировке Доминик Мистерио и Финн Балор. Банни на помощь пришли сначала Рей Мистерио, а затем пуэрториканские ветераны Карлито и Савио Вега, который ранее на шоу вручил Банни палку кендо в цветах пуэрториканского флага. На помощь также выбежали участники группы LWO, и это помогло Банни в итоге победить после удачно провёденного «Кроличьего разрушителя».
В шестом матче представители «Кровной связи» Соло Сикоа и братья Усо победили Мэтта Риддла и командных чемпионов WWE Сами Зэйна и Кевина Оуэнса. Матч стал продолжительным, Зэйн и Риддл вытерпели много атак противников. Усо и Сикоа снова вступили в разногласия, когда Джей пытался забрать тэг у Сикоа, а тот забирал обратно. Сикоа удалось принести победу своей команде после сокрушительного «Самоанского Гвоздя» Риддлу. После матча Джимми несколько сгладил противоречия, предложив сконцентрироваться на праздновании победы.
В главном событии шоу Коди Роудс победил Брока Леснара. Ещё до матча рестлеры вступили в потасовку, Коди побил Леснара стулом, бросив также в стальные ступеньки. После начала матча Леснар перехватил инициативу и начал методично уничтожать Коди. Увлекшись атаками, Леснар попался на «дроп-ту-холд», после которого ударился лбом об оголённое кольцо турнбакла, вследствие чего у него сильно пошла кровь. Коди провёл два «Кроссроудса», однако Леснар вырвался из удержания, пробил фирменный «Ф5» и вышел на болевой захват «Кимура». Коди Роудс смог перекатить Леснара на спину и удержать его для победы.

## Результаты
| №                               | Результаты                                                                                                | Условия                                                  | Время |
| ------------------------------- | --- | -------------------------------------------------------- | ----- |
| 1                               | Бьянка Белэр (c) победила Ийо Скай                                                                        | Одиночный матч за чемпионство WWE Raw среди женщин       | 18:00 |
| 2                               | Сет «Фрикин» Роллинс победил Омоса                                                                        | Одиночный матч                                           | 10:30 |
| 3                               | Остин Тиори (c) победил Бобби Лэшли и Бронсона Рида                                                       | Тройная угроза за чемпионство Соединённых Штатов WWE     | 6:50  |
| 4                               | Реа Рипли (c) победила Зелину Вегу                                                                        | Одиночный матч за чемпионство WWE SmackDown среди женщин | 7:10  |
| 5                               | Бэд Банни победил Дамиана Приста                                                                          | Сан-хуанская уличная драка                               | 25:00 |
| 6                               | «Кровная связь» (Соло Сикоа и Братья Усо (Джей и Джимми)) победили Сами Зейна, Кевин Оуэнса и Мэтт Риддла | Командный матч трио                                      | 22:00 |
| 7                               | Коди Роудс победил Брока Леснара                                                                          | Одиночный матч                                           | 9:40  |
| - (ч) – чемпион на начало матча | |                                                          |       |

## Последствия шоу
На последующем RAW 8 мая Брок Леснар снова напал на Коди Роудса, избил его и потребовал матч-реванш. Этот матч утвердили на следующее Премиум-шоу Night of Champions. Этот матч Леснар уверенно довёл до победы, заперев Роудса, который вышел на ринг с фиксатором на руке, в Кимуре, отчего тот не сдался, но отключился, и судья зафиксировал победу. На следующем RAW Коди назвал ошибочным решение выйти на ринг против Леснара с травмированной рукой. На Money in the Bank Роудс провёл матч против Доминика Мистерио и победил его, а Леснар ушел в отпуск. На следующем RAW 3 июля Леснар снова вернулся и попытался напасть на Роудса, но тот был готов к атаке и отбился от него. Позже он сообщил, что готов к еще одному бою когда угодно. На RAW 10 июля Роудс бросил Леснару вызов на еще один матч на SummerSlam, и еще неделей позже на RAW 17 июля в родной для Коди Атланте Леснар принял вызов. Вместе с этим он снова избил Роудса на глазах его матери.
На Smackdown 12 мая разочарованный поведением и разногласиями братьев Усо неоспоримый чемпион вселенной WWE Роман Рейнс заявил, что сам одолеет Сами Зэйна и Кевина Оуэнса, вернув Командное чемпионство в Кровную Связь. Матч был утверждён на Night of Champions.